# Mavrud

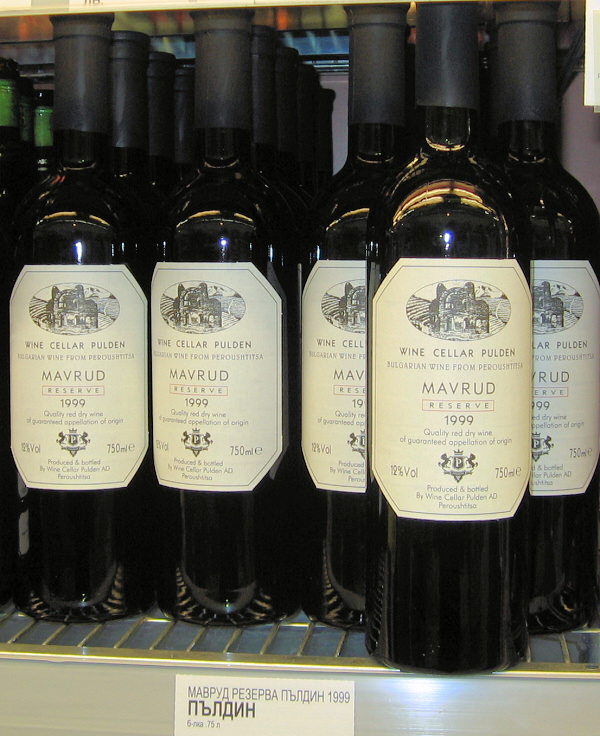
Víno Mavrud

Mavrud, bulharsky мавруд, je bulharské víno, původní místní odrůda červeného vína, suché a velmi ceněné víno tmavě červené barvy, s až černými odstíny. Jde o jednu z nejstarších vinných odrůd na světě.
Cukernatost plodů Mavrud je okolo 17–22%, kyselost mezi 6,5 až 10 gramy na litr. Mají dostatečnou rezervu tříslovin a kyselin, což jim dává příjemnou chuť, v níž odborníci rozpoznávají chuť ostružin a zralé moruše. Někteří hovoří i o dubové dochuti.
Mavrud je pozdní odrůda. Hrozny dozrávají v první polovině října, podmínkou je ovšem teplý a suchý podzim.
Starověcí Thrákové – předchůdci dnešních Bulharů – ho pili během náboženských ceremonií, zejména k uctění boha Zagrea.
Co se týče názvu Mavrud, existuje legenda, která vypráví, že chán Krum jednou nařídil zničit veškerou vinnou révu v zemi. Jedna žena ho neposlechla a nechala si na dvoře několik keřů, z jejichž hroznů vyráběla víno. Když se jí narodil syn, dala mu jméno Mavrud. Toho pak krmila jen chlebem namáčeným právě v tomto víně. Ze syna vyrostl udatný bojovník, kterého Krum nakonec jmenoval velitelem svých vojsk. Ve skutečnosti víno pravděpodobně získalo jméno díky své temné barvě, z řeckého slova μαύρος, mavro, jež značí černý.